# Chris Clark (voetballer)
Christopher "Chris" Clark (Elgin, 15 september 1980) is een Schots voetballer die als middenvelder sinds 2014 voor het Schotse Cove Rangers FC uitkomt. 

## Carrière
Clark begon zijn carrière bij Aberdeen FC in 1997, waar hij tot 2008 het mooie weer maakte als middenvelder en soms als back. In januari 2008 tekende Clark een driejarig contract bij het Engelse Plymouth Argyle. Aberdeen ontving een transfersom van £200.000. In drie seizoenen speelde Clark er 116 wedstrijden en scoorde vier doelpunten. Eind juni 2012 raakte bekend dat hij terug zou keren naar zijn ex-club Aberdeen, al had Kilmarnock FC ook interesse in Clark. In januari 2014 tekende hij bij de Highland League-club Cove Rangers FC.